# Doaa el-Adl
Doaa el-Adl o El Adl es una comediante egipcia nacida en 1979. Es conocida por sus historietas y caricaturas políticas que tratan sobre problemas como la mutilación genital femenina. Trabaja en la revista Al Masry Al Youm

## Educación
El Adl estudió Bellas Artes en la Universidad de Alejandría. Se graduó en el 2000.

## Obra
El Adl inició su carrera publicando sus cómics en el 2007, para trabajar después en Al-Masry Al-Youm. Después de la revolución egipcia en el 2011, su trabajo se convirtió en una fuerte crítica al presidente Mohamed Morsi.
En una entrevista con Clitoraid, El Adl explicó que "antes de que la revolución tuviera lugar, yo estaba dibujando casualmente sobre los problemas de las mujeres, pero ahora estoy obligada a dibujar estas caricaturas sobre la mujer para defender mi propia existencia, mi libertad personal que se ha tratado bajo las reglas de la Hermandad Musulmana".
En el 2012, ella dibujó una caricatura que representaba a Adán y a Eva escuchando a un ángel que les decía que ellos estarían en el Jardín del Edén si ellos hubieran votado por el candidato correcto. Estaba dirigido a una crítica de los "políticos tomando ventaja de la religión y usandola para dominar e influenciar a la gente sencilla", pero eso la llevó a ser acusada de blasfemia por Khaled El Masry, un abogado salafi y posteriormente secretario general del Frente Nacional para la Defensa de las lIbertades del Centro Salafista. La demanda decía que la caricatura insultabael papel de Adán en el Islam. Se ordenó una investigación por el general Talaar Abdallaah, la cual fue abandonada por el Coup d'etat Egipcio en el 2013.
En el 2014 El Adl fue galardonada por la Fundación Suiza de Caricaturas por la Paz. El premio fue presentado por el secretario general Kofi Annan, quien dijo que el premio "reconocía a aquellos que encomiendan sus voces y talento artístico a la causa de paz y tolerancia y a quienes usan un lenguaje universal de imagenes para informar y educat y celebrar nuestra humandidad en común".
En el 2016, su trabajo abarcó temas internacionales como el Brexit, el ataque a la Universidad de Bacha Khan y al Día Internacional de la Eliminación de la Violencia contra la Mujer

## Reconocimientos
- 2009. Distinción en Caricatura Periodístoca de parte del Sindicato de Periodistas Egipcios.
- 2013. 41.° Premio Forte dei Marmi por la Sátira Política, en la categoría de dibujos satíricos internacionales.